# Alessandro Terracini
Alessandro Terracini (Turim, 19 de outubro de 1889 — Turim, 2 de abril de 1968) foi um matemático italiano.
Irmão do linguista Benvenuto Terracini, foi professor de geometria analítica da Universidade de Turim, de 1924 a 1938, quando teve de imigrar para a Argentina por causa da Leggi razziali fasciste, sendo então apoiado pelo Council for Assisting Refugee Academics.
Na faculdade de engenharia da Universidade Nacional de Tucumán fundou a Revista de Matematica y Fisica Teòrica com a colaboração de, entre outros, Albert Einstein. Retornou à Itália em 1948, sendo nomeado professor emérito em 1962.
Foi membro da Accademia Nazionale dei Lincei e da Academia de Ciências de Turim, tendo recebido diversos prêmios científicos na Itália e no exterior. Sua contribuições foram significativas no campo da geometria analítica, álgebra da geometria projetiva diferencial e seus estudos sobre a incidência do espaço tangente da variedade hiperespacial.